# Lagune de Grado
La lagune de Grado est une lagune de la mer Adriatique située sur le territoire de la commune de Grado (Italie), en Frioul-Vénétie Julienne. S'étendant sur une superficie d'environ 90 kilomètres carrés,  entre la pointe de Grado à l'est et l'île d'Anfora à l'ouest, à  l'embouchure des fleuves Ausa et Corno, elle est divisée en un secteur oriental (palù de sora) et un secteur occidental (palù de soto) où une digue-route relie Grado à la terre ferme, tandis qu'à l'ouest s'étend la lagune de Marano.
Administrativement, la lagune s'étend sur les provinces de Gorizia et Udine.

## Caractéristiques

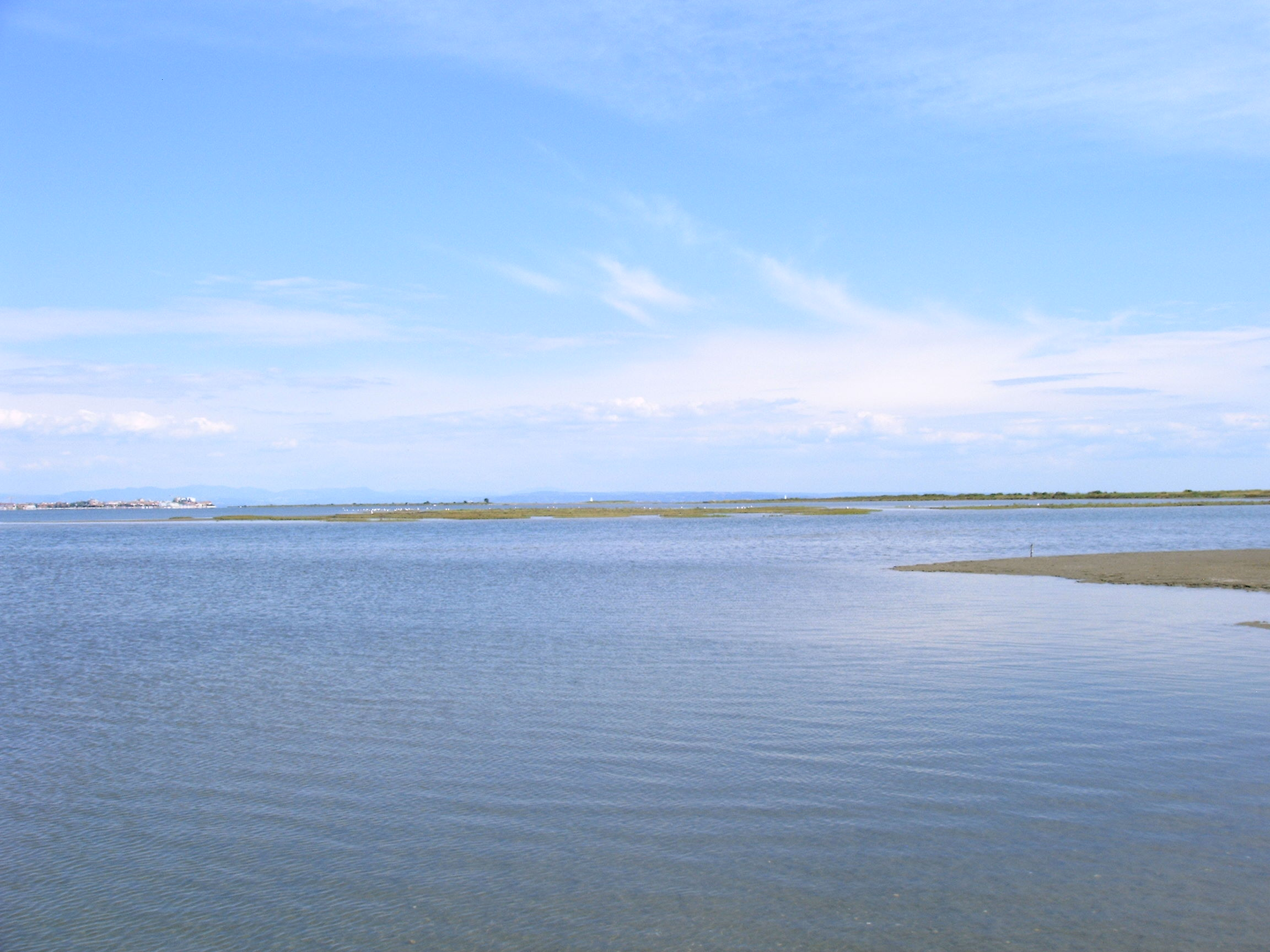
Paysage de la lagune.

La lagune est récente. Le continent a prédominé dans la région jusqu'au Ve siècle, comme en témoignent de nombreuses découvertes archéologiques, dont la voie romaine, aujourd'hui entièrement recouverte d'eau, qui reliait Aquilée à son port de Grado. 
La présence de casoni, maisons simples au toit de chaume et à la porte orientée à l'ouest, utilisées autrefois par les pêcheurs de Grado, est une caractéristique de la lagune .
D'un point de vue naturaliste, la lagune est riche en espèces d'arbres, notamment en tamarix, ormes, peupliers, genévriers et pins. La faune présente une remarquable variété d'oiseaux, dont des goélands, des aigrettes garzettes, des hérons cendrés, des canards colverts, des sternes pierregarins. La pisciculture y est importante
L'embarcation typique des habitants de la lagune est la batèla, un bateau à fond plat et à rames, généralement long de 5 à 10 mètres, conduit par un rameur debout à l'arrière et pouvant être équipé d'un mât. 
La lagune, qui borde la lagune de Marano à l'ouest, est traversée longitudinalement par la Litoranea Veneta, la voie navigable qui relie Venise à l'embouchure de l'Isonzo et Trieste.

## Lagune occidentale (palù de soto)

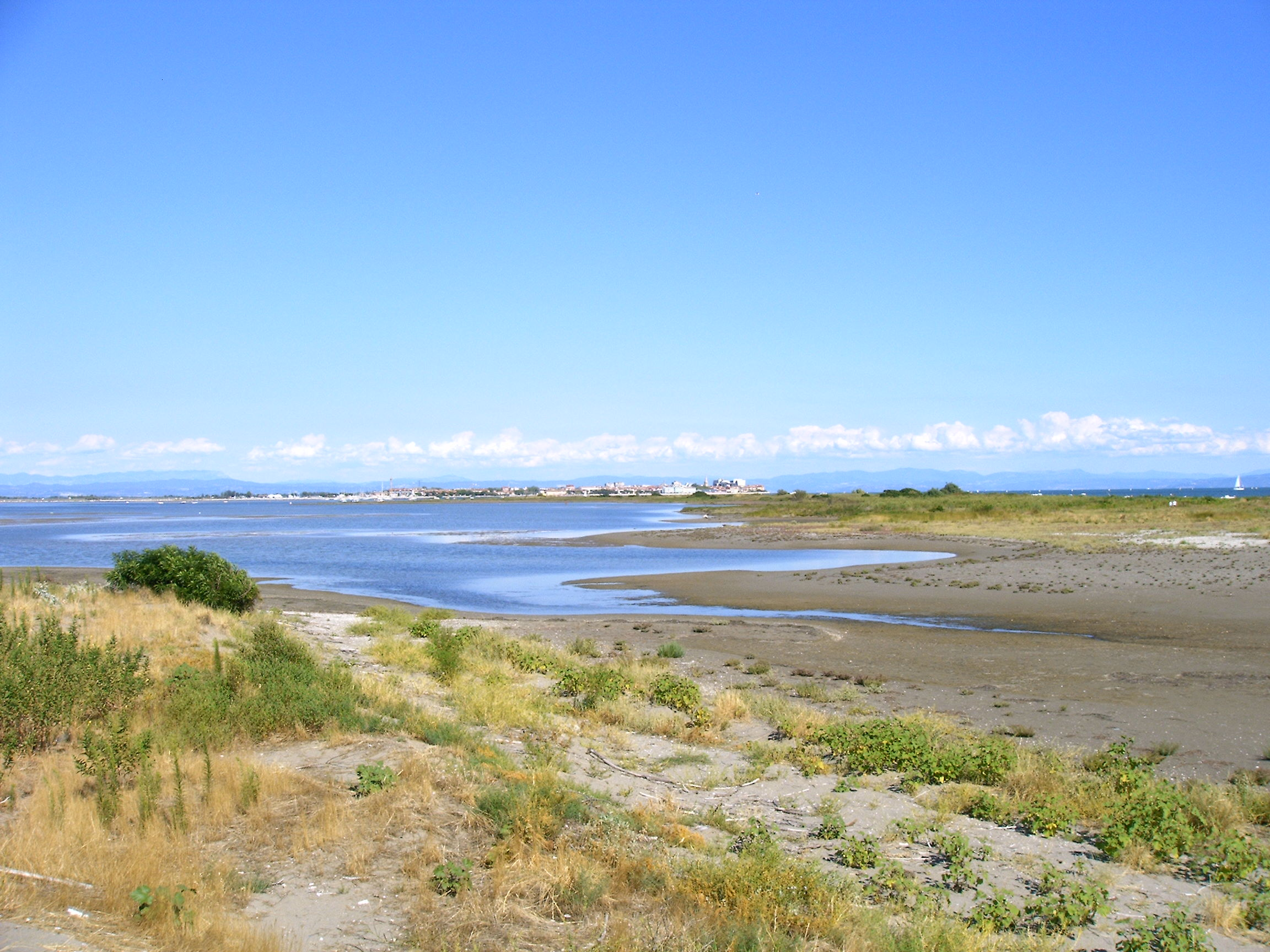
Le banc d'Orio, banc de sable séparant la lagune de la mer Adriatique ; Grado est visible dans le fond.

La lagune occidentale (palù de soto) est la plus étendue et la plus riche en îles. Dans le passé, elle était traversée par des voies navigables qui reliaient Grado au port d'Aquilée, comme l'a récemment mis en évidence la découverte d'un cargo romain du Ier siècle. Elle est traversée par de nombreux canaux, le long desquels sont disposées les îles principales. 
Près de Grado, la petite île de San Pietro d'Orio abrita pendant des siècles un monastère. Des entreprises de pisciculture et des hébergement sont aujourd'hui installés sur l'île de Ravaiarina. L'île de Gorgo (anciennement Santi Cosma e Damiano) abritait autrefois une église et, pendant la Première Guerre mondiale, une base d'hydravions de la Marine royale (Italie).
En s'éloignant de Grado et en se dirigeant vers la lagune de Marano, l'île de Morgo est très étendue et était réputée dans le passé pour sa production agricole. L'île de Belli doit son nom à la légendaire sorcière Bela qui déroutait les marins. L'île la plus à l'ouest est Amphora, qui acquit une importance stratégique en 1866, lorsqu'elle marqua la frontière entre le royaume d'Italie et l'Autriche-Hongrie, qui la dota d'une petite caserne ; aujourd'hui, elle abrite la petite ville de Porto Buso.

## Lagune orientale (palù de sora)

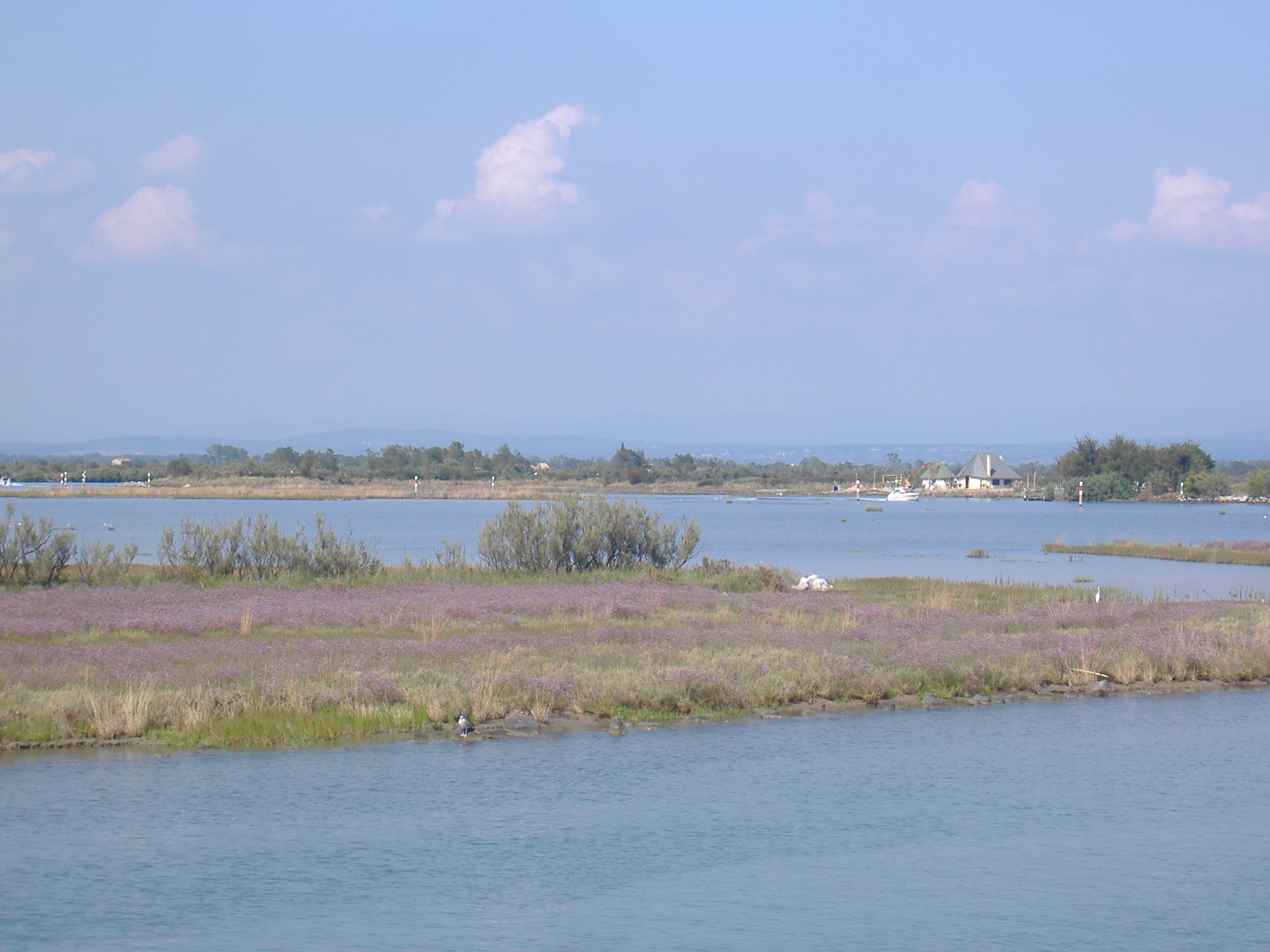
Lagune orientale avec quelques casoni.

La lagune orientale (palù de sora) est plus récente et moins profonde. Après le remblayage du quartier de Fossalon, réalisé dans la première moitié du XXe siècle, sa surface a diminué sensiblement de moitié. 
Comparée à la lagune occidentale, elle est moins riche en îles. Parmi elles l'île de Barbana se distingue, qui abrite un ancien sanctuaire marial depuis environ 1500 ans et est habitée en permanence par une communauté de frères franciscains. L'île est la destination chaque année du Perdòn de Barbana, un pèlerinage qui a lieu le premier dimanche de juillet et comprend une procession de bateaux décorés dans la lagune, de Grado à Barbana. 
L'île de Schiusa fait également partie de la lagune orientale, récemment créée avec des matériaux de remplissage et maintenant entièrement urbanisée et intégrée à Grado, à laquelle elle est reliée par deux ponts.

## Dans la culture
En 1969, 1970 et 1971, Pier Paolo Pasolini a séjourné dans la lagune et y a tourné une partie de son film Médée avec Maria Callas. Il y a également réalisé les quatorze portraits de la célèbre cantatrice.